# Castell de l'Espluga
Castell de l'Espluga és un monument del municipi de l'Espluga de Francolí (Conca de Barberà) declarat bé cultural d'interès nacional.

## Descripció
Aquest castell se situava al capdamunt del poble i tenia sis torres quadrades que defensaven un gran pati d'armes envoltat per les estances del castell. Queden molt poques restes del castell de l'Espluga. Per la banda del riu, damunt la Font Baixa, hi ha les restes de dues torres (una d'esbotzada, i l'altra esmotxada) i dos llenços de muralla. Una d'aquestes torres, la millor conservada, encara conserva els grans carreus cantoners de pedra picada. Al carrer dels Ametllers hi ha una porta adovellada mig tapada per un tros de mur, destinat a reforçar la construcció, i a l'interior d'algunes cases del carrer Castell es troben fragments de panys de mur.

## Història
Al municipi de l'Espluga de Francolí segurament existien dos castells, un a l'Espluga sobirana o superior i la jussana o inferior. Les restes d'aquest castell correspondrien a l'Espluga inferior i estaria en mans de l'orde dels Hospitalers. Durant els segles xiv i xv s'hi van celebrar diversos capítols provincials d'aquesta orde. Va ser volat en part durant les guerres carlines. A conseqüència de la desamortització de Mendizábal el castell es va parcel·lar i es va vendre per construir-hi cases; les seves pedres es van aprofitar per bastir l'església nova. Els anys 1860 i 1880 es van fer voladures del castell.